# Damià Isern i Marcó
Damià Isern i Marcó (Palma, Mallorca, 1852- Ciempozuelos Comunitat de Madrid, 27 d'octubre de 1914) va ser un escriptor i assagista mallorquí, teòric del regeneracionisme espanyol, neo-tomista i tradicionalista catòlic.

## Biografia
Va estudiar teologia a la seva ciutat natal, però abandonà els estudis. Posteriorment, es va llicenciar en Dret i Filosofia a les Universitats de Barcelona i de València. Va fixar la seva residència a Madrid, afiliant-se al Partit Carlista, i redactor del seu periòdic, El Siglo Futuro. Poc després, va abandonar també el carlisme i el seu periòdic, formant part dels "mestissos" o mixts, propers al carlisme, però amb una vena liberal, i va ser director del seu diari, La Unión Católica. Des de La Unión Católica va mantenir sonades disputes amb integristes, conservadors i liberals.
El 29 de gener de 1895 fou escollit acadèmic de número de la Reial Acadèmia de Ciències Morals i Polítiques. Va ser elegit diputat a Corts pel districte d'Alcántara (província de Càceres) a les eleccions generals espanyoles de 1896. Es va cartejar amb Miguel de Unamuno, Ramón Menéndez Pidal, Joaquín Costa o José María de Pereda, proper a les seves tesis soci-polítiques. A Madrid, va viure al carrer La Palma, al barri de Malasaña. Va ser respectat per Leopoldo Alas "Clarín". Va morir en el psiquiàtric de Ciempozuelos.

## Obres
- De las evoluciones sociales y los métodos en la política
- Del desastre nacional y sus causas
- De la Defensa Nacional
- De las formas de gobierno ante la ciencia jurídica y los hechos
- De la Democracia, la Libertad y la República en Francia
- Las capitanías generales vacantes: el general Polavieja como militar y como hombre de gobierno
- Problemas y teoremas económicos, sociales y jurídicos
- La Santa Sede y la acción católica en Italia
- Ortí y Lara y su época
- El liberalismo y la libertad
- Cuadrado y sus obras
- Oligarquía y caciquismo
- Del espiritualismo escolástico y las ciencias experimentales